# RTX 코퍼레이션
RTX 코퍼레이션(RTX Corporation, 이전 사명: Raytheon Technologies Corporation, 레이시온 테크놀로지스 코퍼레이션)은 버지니아주 알링턴에 본사를 둔 미국의 다국적 항공우주 및 방위 복합기업이다. RTX는 수익과 시가총액 기준으로 세계 최대 규모의 항공우주 및 방위 제조업체 중 하나이자 정보 서비스 제공업체 중 최대 규모이다. 2023년 포브스 글로벌 2000에서 이 회사의 순위는 79위였다. 항공기 엔진, 항공 전자 공학, 항공 구조물, 사이버 보안 솔루션, 유도 미사일, 대공 방어 시스템, 위성 및 드론. 이 회사는 또한 미국 정부로부터 수익의 상당 부분을 받는 대규모 군수업체이기도 하다.
이 회사는 유나이티드 테크놀로지스 코퍼레이션(UTC)의 항공우주 자회사와 2020년 4월 3일에 완료된 레이시온(Raytheon Company) 간의 동등한 합병의 결과이다. 합병 전에 UTC는 비항공우주 자회사인 오티스 엘리베이터와 캐리어 (기업)를 분리했다. UTC는 합병의 명목상 생존자이지만 이름을 레이시온 테크놀로지스로 변경하고 본사를 매사추세츠주 월섬(Waltham)으로 이전했다. 전 UTC CEO 겸 회장인 그레고리 J. 헤이즈(Gregory J. Hayes)는 합병된 회사의 회장 겸 CEO이다.
2023년 7월 이름을 RTX로 변경한 이 회사는 콜린스 항공우주, 프랫 & 휘트니, 레이시온(구 Raytheon Intelligence & Space 및 Raytheon Missiles & Defense) 등 3개 자회사를 보유하고 있다.